# Blue Heelers
Blue Heelers är en australisk TV-serie som sändes 1994–2006 om en polisstation i den lilla orten Mt Thomas. Under 1990-talet var serien Australiens mest sedda, och den belönades med en rad Logie-awards. Efter 14 säsonger lade serien ned 2006.
Originalensemblen bestod bland annat av Martin Sacks (1994–2005) och Lisa Mccune (1994–1999). Hugh Jackman dyker upp i en gästroll i ett avsnitt 1996. Serien sändes under en kortare period på Kanal 5 under slutet av 1990-talet. Säsong 1–6 är släppta på DVD, och säsong 7–14 släpptes under 2008/2009.  